# Samtgemeinde Lühe
La comunità amministrativa di Lühe (Samtgemeinde Lühe) si trova nel circondario di Stade nella Bassa Sassonia, in Germania.

## Suddivisione
Comprende 6 comuni:
1. Grünendeich
2. Guderhandviertel
3. Hollern-Twielenfleth
4. Mittelnkirchen
5. Neuenkirchen
6. Steinkirchen

Il capoluogo è Steinkirchen.